# Glomerexis tibetana
Glomerexis tibetana är en kackerlacksart som beskrevs av Bei-Bienko 1938. Glomerexis tibetana ingår i släktet Glomerexis och familjen jättekackerlackor. Inga underarter finns listade i Catalogue of Life.